# Ester Ledecká
Ester Ledecká (Praga, 23 de marzo de 1995) es una deportista checa que compite en esquí alpino y snowboard, especialista en las pruebas de eslalon; tricampeona olímpica y tricampeona mundial.

## Trayectoria
Participó en tres Juegos Olímpicos de Invierno, entre los años 2014 y 2022, obteniendo en total tres medallas: dos de oro en Pyeongchang 2018, en la prueba de supergigante de esquí aplino y en el eslalon gigante paralelo de snowboard, y una de oro en Pekín 2022, en el eslalon gigante paralelo de snowboard.
Ganó cinco medallas en el Campeonato Mundial de Snowboard entre los años 2015 y 2025.
Obtuvo una medalla de bronce en el Campeonato Mundial de Esquí Alpino de 2025, en la prueba de descenso. En la Copa del Mundo consiguió cuatro victorias y once podios en total.
Fue galardonada con la Medalla al Mérito de la República Checa en 2018 y con el Premio Jiří Guth-Jarkovský en 2018 y 2022. Además, en 2018 y 2022 fue nombrada «Atleta del año» en su país.
Estudió Comunicación de Marketing en la Universidad de Finanzas y Administración de Praga.

## Medallero internacional
| Juegos Olímpicos   | Juegos Olímpicos            | Juegos Olímpicos  | Juegos Olímpicos |
| Año                | Lugar                       | Medalla           | Prueba           |
| ------------------ | --------------------------- | ----------------- | ---------------- |
| 2018               | Pyeongchang (Corea del Sur) | Medalla de oro    | Supergigante     |
| Campeonato Mundial |                             |                   |                  |
| Año                | Lugar                       | Medalla           | Prueba           |
| 2025               | Saalbach (Austria)          | Medalla de bronce | Descenso         |

| Juegos Olímpicos   | Juegos Olímpicos            | Juegos Olímpicos | Juegos Olímpicos         |
| Año                | Lugar                       | Medalla          | Prueba                   |
| ------------------ | --------------------------- | ---------------- | ------------------------ |
| 2018               | Pyeongchang (Corea del Sur) | Medalla de oro   | Eslalon gigante paralelo |
| 2022               | Pekín (China)               | Medalla de oro   | Eslalon gigante paralelo |
| Campeonato Mundial |                             |                  |                          |
| Año                | Lugar                       | Medalla          | Prueba                   |
| 2015               | Kreischberg (Austria)       | Medalla de oro   | Eslalon paralelo         |
| 2017               | Sierra Nevada (España)      | Medalla de oro   | Eslalon gigante paralelo |
| 2017               | Sierra Nevada (España)      | Medalla de plata | Eslalon paralelo         |
| 2025               | Engadina (Suiza)            | Medalla de oro   | Eslalon gigante paralelo |
| 2025               | Engadina (Suiza)            | Medalla de plata | Eslalon paralelo         |